# بوريليا هرمسية
بوريليا هرمسية (بالإنجليزية: Borrelia hermsii)‏ هي نوع من البكتيريا، سلبية الغرام، تتبع البوريليا.